# Wiktor Bielenko
Wiktor Iwanowicz Bielenko (ros. Виктор Иванович Беленко, ur. 15 lutego 1947 w Nalczyku zm. 24 września 2023 w Rosebud) – sowiecki pilot wojskowy w stopniu starszego porucznika.

## Życiorys
6 września 1976 roku uciekł z ZSRR do Japonii samolotem myśliwskim MiG-25 (wystartowawszy z Czugujewki, wylądował na lotnisku cywilnym w Hakodate). Po dokładnym zbadaniu nieznanego dotąd modelu myśliwca przez wywiad USA i Japonii, został on zwrócony ZSRR.
Sowieci nalegali, aby Bielenko wraz z maszyną powrócił do ZSRR. Stosowali w tym celu prymitywne formy nacisku, jak choćby internowanie japońskich kutrów rybackich czy przetrzymywanie ich załóg w więzieniach, zarzucając im połowy na radzieckich wodach.   
Prezydent Stanów Zjednoczonych Gerald Ford nadał Bielence azyl polityczny w USA. 
W ZSRR w procesie toczącym się w trybie zaocznym Wiktor Bielenko został skazany na karę śmierci, która od tego czasu nie została mu zniesiona mimo upadku komunizmu i wyrok kary śmierci dla Bielenki jest w mocy prawnej Federacji Rosyjskiej. Istnieją informacje, że sowieckie służby specjalne usiłowały ustalić miejsce pobytu Bielenki w USA, a następnie go zamordować.
Nigdy nie powrócił do Rosji, pozostając do śmierci na terytorium USA.